# Морис Перисе
Морис Перисе (на френски: Maurice Perisset) е френски писател, автор на произведения в жанровете трилър и романизирана биография. Пише под псевдонимите Ерик Алба (Éric Alba), Стефан Алба (Stéphane Alba), Жан-Марк Пери (Jean-Marc Perry), Мишел Пери (Michel Perry) и Доминик Силв (Dominique Silve).

## Биография и творчество
Морис Перисе е роден на 5 юли 1920 г. в Монтелимар, департамент Дром, Франция.
Пише много стихотворения, биографии, памфлети и романи под различни псевдоними. Бил е книжар и издател.
В периода 1965 – 1983 г. е основател и организатор на Международния фестивал на младото кино в Йер, който през 70-те представя млади творци и любители на авангардното кино.
През 1983 г. е удостоен с престижната френска награда „Quai des Orfèvres“ за романа му „Опасно е да се закъснява“.
Морис Перисе умира в Йер, департамент Вар, Франция на 12 ноември 1999 г.

### Самостоятелни романи
- Laissez les filles au vestiaire (1950)
- Corps interdits (1954)
- Chair cruelle (1954)
- Le Visage derriere la nuit (1973)
- Les Intrépides et le secret de la villa bleue (1982)
- Périls en la demeure (1982) – награда „Quai des Orfèvres“
Опасно е да се закъснява, изд. „Прозорец“ (1992), прев. Мариана Попова
- Le Festin des louves (1983)
- Un catafalque pour une star (1985)
- Le cahier de condoleances (1987)
- Gibier de passage (1988)
- Les Maîtresses du jeu (1989) – награда „Polar“
- Pieds et poings lies (1989)
- Le Banc des veuves (1989)
- Deux trous rouges au côté droit (1988)
- Les Six Compagnons à l'affût (1989)
- Les poignards de feu (1990)
- Les Noces de haine (1990)
- Avec vue sur la mort 1991)
- Les tambours du Vendredi Saint (1991)
- Les collines nues (1991)
- Pour solde de tout crime (1993)
- Les Statues d'algues (1993)
- L'Énigme Christian Ranucci (1994)
- Nuits sanglantes (1997)
- Les Proies immobiles
- Le festin des louves (2001)
- La Comtesse de sang (2003)

### Документалистика
- Raimu (1972)
- À bas le cinéma, vive le cinéma (1974)
- Gérard Philipe (1975)
- Les Intrépides et le film interrompu (1983)
- Marilyn Monroe: sa vie, ses films et son mystère (1985)
- Panorama du polar français contemporain (1986)
- Simone Signoret (1988)
- Gérard Philippe (1989)
- Jean Gabin (1990)